# Станіслав Зачковський
Станіслав Ришард Зачковський (англ. Stanisław Ryszard Zaczkowski; 10 листопада 1928, Ченстохов — 9 травня 2014, Варшава) — польський генерал, у 1978—1981 роках — головний комендант громадянської міліції ПНР. Був відомий як учасник придушення робітничих протестів 1976 року.

## У громадянській міліції
У сімнадцятирічному віці Станіслав Зачковський вступив до урядущої компартії ПРП (з 1948 року — ПОРП) і вступив на службу до громадянської міліції. У 1946—1954 роках служив в Ольштині, Решелі, Зелена-Гурі. Прослухав курси міліцейського училища у Слупську. Викладав на курсах стройового складу міліції в Ольштині, Зелена-Гурі, Познані.
У 1954 році у званні поручника Станіслав Зачковський отримав призначення комендантом міліції у Познанському повіті. З 1957 до 1963 рік капітан Зачковський — командир ЗОМО у Познані. У 1963—1967 роках — секретар комітету ПОРП воєводської комендатури громадянської міліції.
У 1967 році підполковника Зачковського було переведено до Варшави на службу у головній комендатурі громадянської міліції ПНР. До лютого 1970 року — заступник директора, потім до листопада 1971 року — директор міліцейського Бюро профілактики та дорожнього руху.

## У головній комендатурі

### Заступник головного коменданта
1 листопада 1971 року Станіслав Зачковський у званні полковника був призначений заступником головного коменданта громадянської міліції Мар'яна Яницького. З 1 жовтня 1974 року — генерал бригади, про що офіційно оголосив Генрик Яблонський.
Як генерал Зачковський взяв активну участь у придушенні робітничих протестів червня 1976 року. Наказом Зачковського у Радом було перекинуто підрозділи ЗОМО, проводилися масові затримання, арешти та побиття, зокрема ścieżka zdrowia — «шлях здоров'я» — побиття затриманих палицями у два міліцейські ряди (типу прогону крізь стрій).

### Головний комендант
20 лютого 1978 року Зачковський отримав призначення головним комендантом громадянської міліції ПНР. Обіймав цю посаду протягом трьох років.
На цей період масового страйкового руху, серпень 1980 року, припало створення незалежної профспілки «Солідарність». Наказом Зачковського міліція вводилася у посилений режим служби, приводилися у боєготовність підрозділи ЗОМО, проте партійне керівництво цього разу не зважилося на силове придушення.
На період комендантства Зачковського у 1981 році припали події Бидгощського березня та рух за створення незалежної профспілки працівників міліції.

## З МВС до МЗС
21 жовтня 1981 року Станіслава Зачковського зняли з посади головного коменданта та замінили Юзефом Беймом. Зачковського призначили заступником державного секретаря МВС ПНР. З листопада 1981 року до жовтня 1987 року опікувався службою матеріального забезпечення МВС. 26 вересня 1985 року отримав звання генерал дивізії.
У 1987 році Станіслав Зачковський завершив службу в органах МВС, був переведений в МЗС ПНР і направлений послом до Монголії. Залишався на цій посаді до 1991 року. За час перебування Зачковського в Улан-Баторі у Польщі відбулася зміна суспільно-політичного устрою, ПОРП було відсторонено від влади, ПНР перетворилася на Третю Річ Посполиту.

## Відставка та смерть
З 1991 року Станіслав Зачковський перебував у відставці на пенсії. Жив у Варшаві, утримувався від будь-якої публічності. До відповідальності не притягався. Помер у віці 85 років (інформацію про його смерть було оголошено лише через п'ять років). Він похований поруч із дружиною Іреною Зачковською, уродженою Чарнецькою (1931—1997) на військовому цвинтарі Військові Повонзки.